# 瓦氏夫人墓
瓦氏夫人墓，位于中国广西壮族自治区田阳县田州镇隆平村那豆屯，为一个省级文物保护单位，类型为古墓葬，为第四批广西壮族自治区文物保护单位，公布时间为1994年7月8日。
瓦氏夫人墓的历史年代为明。